# Existencialismo feminista
Los feministas existencialistas enfatizan conceptos como la libertad, las relaciones interpersonales y la experiencia de vivir como un cuerpo humano. Valoran la capacidad de cambio radical, pero reconocen que factores como el autoengaño y la ansiedad causada por la posibilidad de cambio pueden limitarla.  Muchos se dedican a exponer y socavar los roles de género socialmente impuestos y las construcciones culturales que limitan la autodeterminación de las mujeres, y critican a las feministas postestructuralistas que niegan la libertad intrínseca de las mujeres individuales. Una mujer que toma decisiones consideradas con respecto a su forma de vida y sufre la ansiedad asociada con esa libertad, aislamiento o inconformismo, pero sigue siendo libre, demuestra los principios del existencialismo. Las novelas de Kate Chopin, Doris Lessing, Joan Didion, Margaret Atwood y Margaret Drabble incluyen tales heroínas existenciales.

## Principales exponentes
Jean-Paul Sartre es un filósofo, existencialista y fenomenólogo francés que contribuyó en gran medida al feminismo existencial a través de obras como Psicoanálisis Existencial. En esta obra, Sartre afirma que el individuo es la intersección de los esquemas universales y rechaza la idea de un individuo puro.
Simone de Beauvoir fue una existencialista de renombre y una de las principales fundadoras de la segunda ola del feminismo. De Beauvoir examinó el papel subordinado de la mujer como el "Otro", forzado patriarcalmente a la inmanencia en su libro, El Segundo Sexo, que algunos dicen ser la culminación de su ética existencial. El libro incluye la famosa frase "Uno no nace, sino que se convierte en mujer", que introduce lo que se ha venido a llamar la distinción entre sexo y género.  El Segundo Sexo de De Beauvoir proporcionó el vocabulario para analizar las construcciones sociales de la feminidad y la estructura para criticar esas construcciones, que se usó como herramienta liberadora al atender a las formas en que las estructuras patriarcales utilizaban la diferencia sexual para privar a las mujeres de la libertad intrínseca de sus cuerpos "que pueden hacer". Algunos dicen que de Beauvoir es de mayor alcance que Sartre, a pesar de que a menudo se pasa por alto en muchos trabajos exhaustivos sobre el feminismo existencialista.
Maurice Merleau-Ponty fue otro filósofo francés que aportó muchas obras existenciales al campo. Muchos teóricos, como Judith Butler, criticaron sus métodos, incluyendo su ideología sexual.Otros teóricos lo omiten, viéndolo como una "imitación de Sartre".